# Formule E seizoen 2015-2016
Het Formule E seizoen 2015-2016 was het tweede seizoen van het elektrische autosportkampioenschap Formule E. Het kampioenschap begon op 24 oktober 2015 in Peking en eindigde op 3 juli 2016 in Londen. Nelson Piquet jr. was de regerend kampioen bij de coureurs, terwijl Renault e.Dams de verdedigend teamkampioen was.
Sébastien Buemi werd kampioen in de laatste race, ondanks een botsing met titelrivaal Lucas di Grassi. Zijn team Renault e.Dams verdedigde succesvol de titel bij de teams.

## Teams en coureurs
- In het tweede seizoen maken fabrikanten hun intrede in de Formule E, waarbij vijf bestaande teams en drie nieuwe fabrikanten de krachtbronnen leveren. Op 2 juli 2015 werd bekend dat dezelfde tien teams uit het eerste seizoen ook meedoen in het tweede seizoen.

| Team                            | Fabrikant            | No. | Coureur                | Ronden    |
| ------------------------------- | -------------------- | --- | ---------------------- | --------- |
| NEXTEV TCR Formula E Team       | Spark-NEXTEV         | 1   | Nelson Piquet jr.      | Alle      |
| NEXTEV TCR Formula E Team       | Spark-NEXTEV         | 88  | Oliver Turvey          | Alle      |
| DS Virgin Racing Formula E Team | Spark-Citroën        | 2   | Sam Bird               | Alle      |
| DS Virgin Racing Formula E Team | Spark-Citroën        | 25  | Jean-Éric Vergne       | Alle      |
| Venturi Formula E Team          | Spark-Venturi        | 4   | Stéphane Sarrazin      | Alle      |
| Venturi Formula E Team          | Spark-Venturi        | 12  | Jacques Villeneuve     | 1-3       |
| Venturi Formula E Team          | Spark-Venturi        | 12  | Mike Conway            | 4-10      |
| Dragon Racing                   | Spark-Venturi        | 6   | Loïc Duval             | Alle      |
| Dragon Racing                   | Spark-Venturi        | 7   | Jérôme d'Ambrosio      | Alle      |
| Renault e.Dams                  | Spark-Renault        | 8   | Sébastien Buemi        | Alle      |
| Renault e.Dams                  | Spark-Renault        | 9   | Nicolas Prost          | Alle      |
| Trulli Formula E Team           | Spark-Motomatica     | 10  | Salvador Durán         | 1‡        |
| Trulli Formula E Team           | Spark-Motomatica     | 10  | Jarno Trulli           | 2‡        |
| Trulli Formula E Team           | Spark-Motomatica     | 18  | Vitantonio Liuzzi      | 1-2‡      |
| ABT Schaeffler Audi Sport       | Spark-Abt Sportsline | 11  | Lucas di Grassi        | Alle      |
| ABT Schaeffler Audi Sport       | Spark-Abt Sportsline | 66  | Daniel Abt             | Alle      |
| Mahindra Racing Formula E Team  | Spark-Mahindra       | 21  | Bruno Senna            | Alle      |
| Mahindra Racing Formula E Team  | Spark-Mahindra       | 23  | Nick Heidfeld          | 1-2, 4-10 |
| Mahindra Racing Formula E Team  | Spark-Mahindra       | 23  | Oliver Rowland         | 3         |
| Andretti Formula E Race Team    | Spark-McLaren        | 27  | Robin Frijns           | Alle      |
| Andretti Formula E Race Team    | Spark-McLaren        | 28  | Simona De Silvestro    | Alle      |
| Team Aguri                      | Spark-McLaren        | 55  | António Félix da Costa | 1-7, 9-10 |
| Team Aguri                      | Spark-McLaren        | 55  | René Rast              | 8         |
| Team Aguri                      | Spark-McLaren        | 77  | Nathanaël Berthon      | 1-3       |
| Team Aguri                      | Spark-McLaren        | 77  | Salvador Durán         | 4-6       |
| Team Aguri                      | Spark-McLaren        | 77  | Ma Qing Hua            | 7-10      |

‡ De coureurs van het Trulli Formula E Team waren bij de eerste twee ePrix' aanwezig, maar kwamen niet in actie omdat de auto's niet door de technische controle kwamen.

## Races
- De ePrix' van Miami en Monaco zijn van de kalender verdwenen. De race in Monaco is vervangen door een race in Parijs, terwijl de race Miami is vervangen door een race in Mexico-Stad.
- Op 6 mei 2016 werd bekend dat de ePrix van Moskou, die stond gepland op 4 juni, werd afgelast.

| Ronde | Naam                     | Circuit                       | Datum            | Pole Position     | Snelste ronde     | Winnend coureur   | Winnend team                    | Verslag |
| ----- | ------------------------ | ----------------------------- | ---------------- | ----------------- | ----------------- | ----------------- | ------------------------------- | ------- |
| 1     | ePrix van Peking         | Beijing Olympic Green Circuit | 24 oktober 2015  | Sébastien Buemi   | Sébastien Buemi   | Sébastien Buemi   | Renault e.Dams                  | Verslag |
| 2     | ePrix van Putrajaya      | Putrajaya Street Circuit      | 7 november 2015  | Sébastien Buemi   | Sébastien Buemi   | Lucas di Grassi   | ABT Schaeffler Audi Sport       | Verslag |
| 3     | ePrix van Punta del Este | Punta del Este Street Circuit | 19 december 2015 | Jérôme d'Ambrosio | Sébastien Buemi   | Sébastien Buemi   | Renault e.Dams                  | Verslag |
| 4     | ePrix van Buenos Aires   | Puerto Madero Street Circuit  | 6 februari 2016  | Sam Bird          | Jérôme d'Ambrosio | Sam Bird          | DS Virgin Racing Formula E Team | Verslag |
| 5     | ePrix van Mexico-Stad    | Autódromo Hermanos Rodríguez  | 12 maart 2016    | Jérôme d'Ambrosio | Nicolas Prost     | Jérôme d'Ambrosio | Dragon Racing                   | Verslag |
| 6     | ePrix van Long Beach     | Stratencircuit Long Beach     | 2 april 2016     | Sam Bird          | Sébastien Buemi   | Lucas di Grassi   | ABT Schaeffler Audi Sport       | Verslag |
| 7     | ePrix van Parijs         | Circuit des Invalides         | 23 april 2016    | Sam Bird          | Nick Heidfeld     | Lucas di Grassi   | ABT Schaeffler Audi Sport       | Verslag |
| 8     | ePrix van Berlijn        | Berlin Street Circuit         | 21 mei 2016      | Jean-Éric Vergne  | Bruno Senna       | Sébastien Buemi   | Renault e.Dams                  | Verslag |
| 9     | ePrix van Londen         | Battersea Park Street Circuit | 2 juli 2016      | Nicolas Prost     | Nelson Piquet jr. | Nicolas Prost     | Renault e.Dams                  | Verslag |
| 10    | ePrix van Londen         | Battersea Park Street Circuit | 3 juli 2016      | Sébastien Buemi   | Sébastien Buemi   | Nicolas Prost     | Renault e.Dams                  | Verslag |

## Kampioenschap

### Coureurs
| Pos | Coureur                | PEK | PUT | PDE | BUE | MEX | LBH | PAR | BER | LON | LON | Punten |
| --- | ---------------------- | --- | --- | --- | --- | --- | --- | --- | --- | --- | --- | ------ |
| 1   | Sébastien Buemi        | 1   | 12  | 1   | 2   | 2   | 16  | 3   | 1   | 5   | DNF | 155    |
| 2   | Lucas di Grassi        | 2   | 1   | 2   | 3   | DSQ | 1   | 1   | 3   | 4   | DNF | 153    |
| 3   | Nicolas Prost          | DNF | 10  | 5   | 5   | 3   | 11  | 4   | 4   | 1   | 1   | 115    |
| 4   | Sam Bird               | 7   | 2   | DNF | 1   | 6   | 6   | 6   | 11  | 7   | DNF | 88     |
| 5   | Jérôme d'Ambrosio      | 5   | 14  | 3   | 16  | 1   | 7   | 11  | 16  | 8   | 3   | 83     |
| 6   | Stéphane Sarrazin      | 9   | 4   | 9   | 4   | 9   | 2   | 5   | 10  | 10  | 5   | 70     |
| 7   | Daniel Abt             | 11  | 7   | 8   | 13  | 7   | 3   | 10  | 2   | DNF | 2   | 68     |
| 8   | Loïc Duval             | 4   | 16  | 4   | 6   | 4   | 8   | DNF | DNF | DNF | 4   | 60     |
| 9   | Jean-Éric Vergne       | 12  | DNF | 7   | 11  | 16† | 13  | 2   | 5   | 3   | 8   | 56     |
| 10  | Nick Heidfeld          | 3   | 9   |     | 7   | 8   | 4   | 12  | 7   | 13  | 7   | 53     |
| 11  | Bruno Senna            | 13  | 5   | DNF | 10  | 10  | 5   | 9   | 15  | 2   | 6   | 52     |
| 12  | Robin Frijns           | 10  | 3   | 10  | 8   | 5   | 15  | 7   | 6   | DNF | DNF | 45     |
| 13  | António Félix da Costa | DNF | 6   | 6   | DNF | DNF | DNF | 8   |     | 6   | 11  | 28     |
| 14  | Oliver Turvey          | 6   | DNF | 12  | 9   | 11  | 12  | 13  | 12  | 15  | 10  | 11     |
| 15  | Nelson Piquet jr.      | 15† | 8   | 15† | 12  | 13  | DNF | DNF | 13  | 12  | 9   | 8      |
| 16  | Mike Conway            |     |     |     | 15  | 12  | 10  | 14  | 8   | 9   | 13  | 7      |
| 17  | Nathanaël Berthon      | 8   | 15  | 14  |     |     |     |     |     |     |     | 4      |
| 18  | Simona De Silvestro    | DNF | 13  | 11  | 14  | 14  | 9   | 15  | 9   | 14  | DNF | 4      |
| 19  | Ma Qing Hua            |     |     |     |     |     |     | DNF | 14  | 11  | 12  | 0      |
| 20  | Jacques Villeneuve     | 14  | 11  | DNS |     |     |     |     |     |     |     | 0      |
| 21  | Oliver Rowland         |     |     | 13  |     |     |     |     |     |     |     | 0      |
| 22  | Salvador Durán         | DNP |     |     | DNF | 15  | 14  |     |     |     |     | 0      |
| -   | René Rast              |     |     |     |     |     |     |     | NC  |     |     | 0      |
| -   | Vitantonio Liuzzi      | DNP | DNP |     |     |     |     |     |     |     |     | 0      |
| -   | Jarno Trulli           |     | DNP |     |     |     |     |     |     |     |     | 0      |
| Pos | Coureur                | PEK | PUT | PDE | BUE | MEX | LBH | PAR | BER | LON | LON | Punten |

### Teams
| Pos | Team                            | No. | PEK | PUT | PDE | BUE | MEX | LBH | PAR | BER | LON | LON | Punten |
| --- | ------------------------------- | --- | --- | --- | --- | --- | --- | --- | --- | --- | --- | --- | ------ |
| 1   | Renault e.Dams                  | 8   | DNF | 10  | 5   | 5   | 3   | 11  | 4   | 4   | 1   | 1   | 270    |
| 1   | Renault e.Dams                  | 9   | 1   | 12  | 1   | 2   | 2   | 16  | 3   | 1   | 5   | DNF | 270    |
| 2   | ABT Schaeffler Audi Sport       | 11  | 2   | 1   | 2   | 3   | DSQ | 1   | 1   | 3   | 4   | DNF | 221    |
| 2   | ABT Schaeffler Audi Sport       | 66  | 11  | 7   | 8   | 13  | 7   | 3   | 10  | 2   | DNF | 2   | 221    |
| 3   | DS Virgin Racing Formula E Team | 2   | 7   | 2   | DNF | 1   | 6   | 6   | 6   | 11  | 7   | DNF | 144    |
| 3   | DS Virgin Racing Formula E Team | 25  | 12  | DNF | 7   | 11  | 16† | 13  | 2   | 5   | 3   | 8   | 144    |
| 4   | Dragon Racing                   | 6   | 4   | 16  | 4   | 6   | 4   | 8   | DNF | DNF | DNF | 4   | 143    |
| 4   | Dragon Racing                   | 7   | 5   | 14  | 3   | 16  | 1   | 7   | 11  | 16  | 8   | 3   | 143    |
| 5   | Mahindra Racing Formula E Team  | 21  | 13  | 5   | DNF | 10  | 10  | 5   | 9   | 15  | 2   | 6   | 105    |
| 5   | Mahindra Racing Formula E Team  | 23  | 3   | 9   | 13  | 7   | 8   | 4   | 12  | 7   | 13  | 7   | 105    |
| 6   | Venturi Formula E Team          | 4   | 9   | 4   | 9   | 4   | 9   | 2   | 5   | 10  | 10  | 5   | 77     |
| 6   | Venturi Formula E Team          | 12  | 14  | 11  | DNS | 15  | 12  | 10  | 14  | 8   | 9   | 13  | 77     |
| 7   | Andretti Formula E Race Team    | 27  | 10  | 3   | 10  | 8   | 5   | 15  | 7   | 6   | DNF | DNF | 49     |
| 7   | Andretti Formula E Race Team    | 28  | DNF | 13  | 11  | 14  | 14  | 9   | 15  | 9   | 14  | DNF | 49     |
| 8   | Team Aguri                      | 55  | DNF | 6   | 6   | DNF | DNF | DNF | 8   | NC  | 6   | 11  | 32     |
| 8   | Team Aguri                      | 77  | 8   | 15  | 14  | DNF | 15  | 14  | DNF | 14  | 11  | 12  | 32     |
| 9   | NEXTEV TCR Formula E Team       | 1   | 15† | 8   | 15† | 12  | 13  | DNF | DNF | 13  | 12  | 9   | 19     |
| 9   | NEXTEV TCR Formula E Team       | 88  | 6   | DNF | 12  | 9   | 11  | 12  | 13  | 12  | 15  | 10  | 19     |
| -   | Trulli Formula E Team           | 10  | DNP | DNP |     |     |     |     |     |     |     |     | 0      |
| -   | Trulli Formula E Team           | 18  | DNP | DNP |     |     |     |     |     |     |     |     | 0      |
| Pos | Team                            | No. | PEK | PUT | PDE | BUE | MEX | LBH | PAR | BER | LON | LON | Punten |

- Coureurs vertrekkend van pole-position zijn vetgedrukt.
- Coureurs met de snelste raceronde in cursief.

† Coureur is niet gefinisht, maar wel geklasseerd omdat hij meer dan 90% van de raceafstand heeft afgelegd.